# Johan Müller (toldinspektør)
 For alternative betydninger, se Johan Müller. (Se også artikler, som begynder med Johan Müller)
Johan Michael Andreas Müller (født 28. november 1805 i København, død 2. juni 1881) var en dansk toldinspektør og medlem af Folketinget.
Müller var søn af hattemager Georg Michael Müller. Han blev volontør i Generaltoldkammer- og Kommercekollegiets slesvigske kontor i 1821 og konstitueret kopist i kollegiets kontor for Holsten og Lauenborg i 1830. Han blev fastansat som kopist i 1832 og konstitueret fuldmægtig i det slesvigske kontor i 1833 og renteskriver i kontoret i 1838. Han blev overtoldinspektør i Slesvig i 1838 og told- og konsumptionsinspektør i Århus fra 1847 til sidst i 1860'erne. Herefter boede han i København.
Under 1. slesvigske krig blev han i 1848 medlem af en nedsat betryggelseskomite i Århus som skulle undersøge hvordan man kunne bidrage til Danmarks forsvar og sikre freden. Han var aktiv med at skaffe underretninger til den danske hær i 1849.
Han ledte sundhedsforanstaltningerne som blev gennemført under koleraepidemien i København 1853 og fik derfor en hædersgave af byen i 1854. Under 2. slesvigske krig blev han arresteret af general Falkenstein i Århus i 1864. Han lykkedes ham at flygtede til Norge for at undgå at blive fængslet for spionage.
Müller stillede op til folketingsvalget 1852 i Århuskredsen hvor han tabte til Hother Hage. Ved valget i februar 1853 stillede han op i Grenåkredsen og tabte til skolelærer Peder Wad. Ved valget i maj 1853 genopstillede Wad ikke, og Müller vandt i kredsen over Frederik Barfod. Han måtte forlade Folketinget i august 1854 efter ordre fra Finansministeriet som han var ansat under. Fabriksejer Michael Drewsen blev valgt i stedet ved et suppleringsvalg i september.
Müller blev gift med Thora Meyer i 1831. De havde været hemmeligt forlovede siden 1826. Blandt deres børn er forfatteren Elfride Fibiger.
Han blev udnævnt til justitsråd i 1840, ridder af Dannebrog i 1846, Dannebrogsmand i 1859 og etatsråd i 1871.